# Оларі (комуна, Прахова)
Оларі (рум. Olari) — комуна у повіті Прахова в Румунії. До складу комуни входять такі села (дані про населення за 2002 рік):
- Оларі (760 осіб)
- Оларій-Векі (874 особи)
- Финарі (442 особи)

Комуна розташована на відстані 39 км на північ від Бухареста, 22 км на південний схід від Плоєшті, 107 км на південний схід від Брашова.

## Населення
У 2009 року у комуні проживали 2143 особи.

## Зовнішні посилання
- Дані про комуну Оларі на сайті Ghidul Primăriilor [Архівовано 13 грудня 2011 у Wayback Machine.]